# 克維特塞德
克維特塞德（挪威語：Kviteseid）是挪威泰勒马克郡的市镇，行政中心为克維特塞德村。市镇面积为708平方公里，人口数量为2,427人（2023年），人口密度为每平方公里3.9人。